# بيتر إل. شيلتون
بيتر إل. شيلتون (بالإنجليزية: Peter L. Shelton)‏ هو مهندس معماري أمريكي، ولد في 26 مارس 1945، وتوفي في 26 أغسطس 2012.